# Teppichanemone

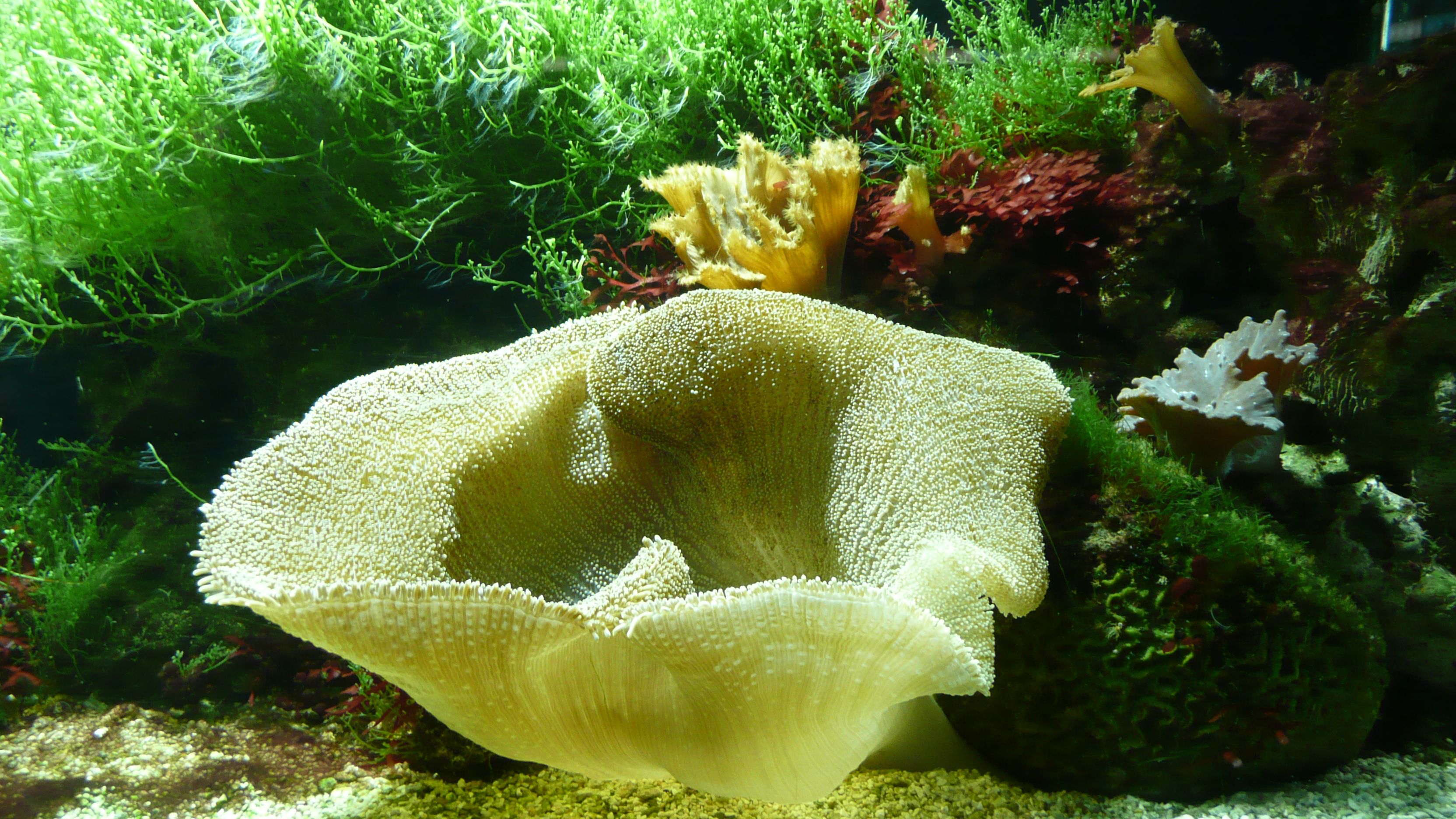
Teppichanemone im Haus des Meeres in Wien

Die Teppichanemone (Stichodactyla haddoni) ist eine Seeanemone aus den tropischen Korallenriffen des Roten Meeres und des Indopazifiks. Sie wurde nach dem einflussreichen britischen Anthropologen und Zoologen Alfred C. Haddon benannt.

## Verbreitung
Im Indischen Ozean lebt sie in den Korallenriffen von den Küsten Ostafrikas und Nordmadagaskars bis zur Andamanensee, der Küste Indonesiens und des nordwestlichen Australiens, nicht jedoch im Norden des Arabischen Meeres und dem Persischen Golf. Im Pazifik bewohnt sie den tropischen, westlichen Teil der Inselwelt Indonesiens, über die Philippinen, Taiwan bis nach Südjapan, außerdem die Gewässer um Neuguinea, der Salomon-Inseln, Vanuatus, der Fidschiinseln und der Nordküste Australiens mit Ausnahme des Golf von Carpentaria.

## Merkmale
Teppichanemonen sind von fahlweißer, grauer, grüner oder gelber Farbe. Ihre gefaltete Mundscheibe erreicht einen Durchmesser von 50 bis 80 Zentimetern. Um die Mundzone befindet sich eine tentakelfreie Zone mit einem Durchmesser von einem bis zwei Zentimetern. Sie leben auf Sandböden in flachem Wasser und graben ihren Fuß tief ein. Bei Gefahr ziehen sich Teppichanemonen vollständig in den Sand zurück. Die Tentakel der Teppichanemone haften extrem stark.
Teppichanemonen leben mit Zooxanthellen in Symbiose, von denen sie einen Teil der Nährstoffe bekommen, die sie benötigen. 
Teppichanemonen sind Symbioseanemonen und wichtige Symbiosepartner der Anemonenfische. Insgesamt sechs Arten aus dem Amphiprion clarkii-Komplex und der Untergattung Paramphiprion akzeptieren sie als Partner.
Im Meerwasseraquarium ist die Teppichanemone nach der Blasenanemone (Entacmaea quadricolor) die haltbarste Art. Sie stellt allerdings eine Gefahr für Fische, Garnelen und andere Mitbewohner da, die sich, einmal in Kontakt mit den Tentakeln, oft nicht befreien können. Meerwasseraquarianer nennen sie auch Pattexanemone, da ihre Tentakel an der Hand kleben und abreißen, wenn man sie zurückzieht.